# 宮之陣站
宮之陣站（日语：／ Miyanojin eki */?）是位於福岡縣久留米市宮之陣一丁目，西日本鐵道（西鐵）的天神大牟田線和甘木線車站。車站編號為T25。

## 歷史
- 1924年（大正13年）4月12日 - 車站啟用。
- 1956年（昭和31年）12月1日 - 準急的後身「本地急行」開始停靠。
- 1959年（昭和34年）5月1日 - 「本地急行」升級至急行，成為急行停車站。
- 1962年（昭和37年） - 翻新車站大樓。
- 1981年（昭和56年）
  - 3月27日 - 隨著進行筑後川鐵橋重建工程，除了甘木線月台外，月台遷移至下流一方。因此甘木線只於線內折返。為了與甘木線轉乘，下午部分特急列車會臨時停站。
  - 5月12日 - 隨著筑後川鐵橋工程竣工，甘木線列車開始再次駛入本線。
- 2001年（平成13年）1月20日 - 平日早上開設快速急行班次，成為停車站。
- 2008年（平成20年）5月18日 - 此站開始可以使用IC卡nimoca。
- 2010年（平成22年）3月27日 - 快速急行廢止。
- 2017年（平成29年）2月1日 - 此站引入車站編號[1]。

## 車站構造
車站是一座地面車站，設有2面3線的月台。天神大牟田線月台是建設於直線上，但是甘木線月台是建設急彎上，因此為了提醒乘客，月台邊設有警告燈，到列車到達時關掉。此外，由於甘木線列車使用一人控制措施，因此月台上設有鏡子。

### 月台
| 月台 | 路線          | 上下行 | 方向                     | 備註 |
| ---- | ------------- | ------ | ------------------------ | ---- |
| 1    | ■甘木線       | -      | 本鄉、甘木方向           |      |
| 2    | ■天神大牟田線 | 下行   | 久留米、柳川、大牟田方向 |      |
| 3    | ■天神大牟田線 | 上行   | 二日市、福岡（天神）方向 |      |

## 使用狀況
在2019年度，1日平均上下車人次為2,107人。在早上的櫃賣會關閉，只有售票機和閘機提供服務。
以下為各年度1日平均上下車人次列表：
| 年度   | 1日平均 乘車人次 | 1日平均 上下車人次 |
| ------ | ---------------- | ------------------ |
| 2007年 | 1,071            | 2,126              |
| 2008年 | 1,120            | 2,204              |
| 2009年 | 1,134            | 2,222              |
| 2010年 | 1,145            | 2,234              |
| 2011年 | 1,167            | 2,282              |
| 2012年 |                  | 2,273              |
| 2013年 |                  | 2,335              |
| 2014年 | 1,148            | 2,250              |
| 2015年 | 1,150            | 2,261              |
| 2016年 | 1,132            | 2,232              |
| 2017年 | 1,112            | 2,194              |
| 2018年 | 1,112            | 2,184              |
| 2019年 |                  | 2,107              |

## 車站周邊
車站位於久留米市北部的筑後川北岸附近位置。車站周邊設有住宅區。車站後方設有縣道88號，縣道與天神大牟田線並行。
- 宮之陣神社
- 國分寺
- 西鐵商店（日语：西鉄ストア）宮之陣店（站前）
- 國道3號
- 福岡縣道88號久留米小郡線（日语：福岡県道88号久留米小郡線）
- 新宝滿川
- 久留米工業高等專門學校

## 巴士路線
站前沒有巴士站。最近此站的巴士站是在車站西邊約500米國道3號上的西鐵巴士佐賀「久留米大橋」巴士站，停靠的巴士路線可前往久留米市中心和鳥栖市。
在2007年3月29日前設有一個社會實驗開設久留米市社區巴士。當時的千歲區域宮之陣路線在逢星期一、四服務，每日共有5往返班次，該路線會停靠車站3分鐘步程的Park Town廣場前巴士站。

## 相鄰車站
西日本鐵道
■天神大牟田線
■特急
通過
■特急、■急行
西鐵小郡（T22）－宮之陣（T25）－西鐵久留米（T27）
■普通
味坂（T24）－宮之陣（T25）－櫛原（T26）
■甘木線
（櫛原（T24））－宮之陣（T25）－五郎丸（A11）

## 注腳
1. ↑   (PDF). 西日本鐵道. 2017-01-24  [2017年3月20日]. （原始内容存档 (PDF)于2020-07-28） （日语）.
2. ↑  . 西日本鉄道株式会社.   [2021-01-14]. （原始内容存档于2021-01-29） （日语）.
3. ↑  久留米市統計書（運輸・通信）西鐵各站上下車人次 （页面存档备份，存于）（日語） 2021年3月4日參閲

## 外部連結
- 宮之陣站（西鐵沿線web） （页面存档备份，存于）（日語）